# Muhima
Muhima è un settore (imirenge) del Ruanda, parte della Provincia di Kigali e del distretto di Nyarugenge.